# Trichopelma coenobita
Trichopelma coenobita is een spinnensoort uit de familie vogelspinnen (Theraphosidae). De soort komt voor in Venezuela.